# Ariarate III di Cappadocia
Ariarate III (in greco: Ἀριαράθης, Ariaráthēs; ... – 220 a.C.) fu re della Cappadocia, regnante nel 262 o 255–220 a.C..

## Biografia
Figlio di Ariamne, governatore di Cappadocia, e nipote di Ariarate II, sposò Stratonice (figlia di Antioco II, re di Siria e di Laodice I). Governò insieme al padre e alla morte di questi 230 a.C. da solo fino al 220 a.C. Verso il 250 a.C., fu il primo governante di Cappadocia ad autoproclamarsi re (basileus). È noto che egli si schierasse dalla parte di Antioco Ierace nella sua guerra contro Seleuco II Callinico. Si è anche detto che Ariarate espandesse il suo regno annettendovi la Cataonia. Dal suo matrimonio nacque il successore al regno di Cappadocia: Ariarate IV.